# Soccer AM
Soccer AM è stato un programma televisivo britannico di genere talk show, in onda dal 1994 al 2023 su Sky Sports il sabato durante la stagione calcistica.
Il programma è stato condotto da Helen Chamberlain per 22 anni e da Tim Lovejoy dal 1996 al 2007. Nell'ultimo periodo è stato presentato da John Fendley, detto Fenners, e dall'ex calciatore Jimmy Bullard.
Andava in onda sui canali Sky Showcase, Sky Sports Premier League e Sky Sports Football alle ore 10.30 del mattino.
Dal 2010 è stato trasmesso in leggera differita al fine di rimuovere preliminarmente eventuali contenuti ritenuti inappropriati, quali le parolacce.

## Conduttori
- Jane Hoffen (1995)
- Russ Williams (1995-1996)
- Gary A. Stevens (1995-1996)
- Helen Chamberlain (1995-2017)
- Tim Lovejoy (1996-2007)
- Andy Goldstein (2007-2008)
- Max Rushden (2008-2015)
- Lloyd Griffith (2017-2019)
- John Fendley (2015-)
- Jimmy Bullard (2017-)

## Durate
- 240 minuti (1994-2001)
- 180 minuti (2001-2010)
- 120 minuti (2010-2016)
- 90 minuti (2016-)